# گمینا دوبنگنکی
گمینا دوبنگنکی (به لهستانی:  Gmina Dubeninki) یک گمینا در لهستان است که در شهرستان گووداپ واقع شده‌است. گمینا دوبنگنکی ۲۰۵٫۱۸ کیلومتر مربع مساحت و ۳٬۱۵۱ نفر جمعیت دارد.